# Лука Тесконі
Лука Тесконі  (італ. Luca Tesconi; нар. 3 січня 1982) — італійський стрілець, олімпійський медаліст.

## Виступи на Олімпіадах
| Олімпіада   | Дисципліна                  | Місце |
| ----------- | --------------------------- | ----- |
| Лондон 2012 | пневматичний пістолет, 10 м | 2     |